# Félix Chaudessolle
Pour les articles homonymes, voir Chaudessolle.
Guillaume François Félix Chaudessolle est un avocat et homme politique français né le 4 août 1839 à Clermont-Ferrand et mort le 31 octobre 1922 à Romagnat.
Bâtonnier de l'ordre des avocats de Clermont-Ferrand, il est en 1902 à l'initiative de la Conférence des bâtonniers. Il occupe également, entre autres, un fauteuil de conseiller d'arrondissement.

## Biographie
Fils de Jean Chaudessolle, négociant, et de Catherine Drelon, Guillaume François Félix Chaudessolle nait le 4 août 1839 au domicile de ses parents situé à Clermont-Ferrand, Place Saint-Pierre. Par son père, il est cousin au 5e degré du compositeur Félix Artance, petit-fils de César Pierre Rispal et d'Anne Élisabeth Chaudessolle.
Il épouse, le 25 juin 1866, à Clermont-Ferrand, Marie Antoinette Lecoq (1847-1921), fille d'Annet Arthur Lecoq, avocat et maire de Nohanent, et de Antoinette Lucy Astaix (1824-1879) et nièce de Victor Astaix, avec laquelle il a six enfants :
- un enfant mort-né (1868-1868) ;
- Anne Marie Catherine Émilie (1871-1958) qui épouse Marie Annet Gaston de la Farge de la Pierre ;
- Henri Bernard Antoine Victor Marie (1873-1900), avocat puis juge suppléant au tribunal d'Aubusson[2] ;
- Marie Lucienne (1876-1896) ;
- Gabrielle Victoire Marie (1879-...) qui épouse Charles Antoine Gervais de la Farge ;
- Paul Arthur Marie (1889-1966), commandeur de la Légion d'Honneur, qui épouse Marie Catherine Jeanne Fayolle, fille de Marie Émile Fayolle, maréchal de France, et de Marie Louise Augustine Collangettes.

Par son épouse, il se trouve être le beau-frère de l'avocat, Charles Lucien Lecoq.
Il meurt le 31 octobre 1922, à l'âge de 83 ans, en son château de Saulzet-le-Chaud situé sur la commune de Romagnat. Au jour de sa mort, il est présenté comme avocat au barreau de Clermont-Ferrand et président honoraire de la caisse d'épargne de Clermont-Ferrand.

## Carrière juridique
Diplômé de la faculté de droit de Paris, le 8 février 1864, il s'inscrit au tableau des avocats du barreau de Clermont-Ferrand, sur lequel il sera présent jusqu'en 1912, date à laquelle il démissionne de ses fonctions de doyen de l'ordre.
Jeune avocat, il est désigné d'office pour assurer la défense de deux prévenus devant le conseil de guerre de la 20e division, en décembre 1864, pour insoumission et vente d'effet d'habillement. Bien que les prévenus aient été condamnés, respectivement à six jours et trois ans d'emprisonnement, son discernement et sa convenance d'expression dans cette première affaire est saluée par le journal Le Moniteur du Puy-de-Dôme, dans son édition du 29 décembre 1864.
Il est élu plusieurs fois bâtonnier de l'ordre des avocats du barreau de Clermont-Ferrand :
- le 16 novembre 1878[5], faisant suite à André Moinier ;
- le 15 novembre 1879[6] ;
- le 14 novembre 1884[7], faisant suite à Gabriel Lébraly ;
- le 23 novembre 1885[8] ;
- le 5 novembre 1888[9], faisant suite à Henri Petitjean Roget ;
- le 22 novembre 1889[10] ;
- le 13 novembre 1900[11], faisant suite à Maurice Féron ;
- le 16 novembre 1901[12].

Il est élu membre du conseil de discipline de l'ordre des avocats près le tribunal civil de Clermont-Ferrand :
- le 27 novembre 1871 et désigné pour remplir les fonctions de secrétaire[13] ;
- le 9 novembre 1872[14],
- le 28 novembre 1876[15] ;
- le 15 novembre 1880[16] ;
- le 19 novembre 1882 et est délégué au bureau de l'assistance judiciaire[17] ;
- le 17 novembre 1883[18] ;
- le 17 novembre 1886[19] ;
- le 18 novembre 1887[20] ;
- le 11 novembre 1890[21] ;
- le 21 novembre 1891[22] ;
- le 21 novembre 1894[23] ;
- le 17 novembre 1895[24] ;
- le 27 novembre 1896[25] ;
- le 12 novembre 1897[26] ;
- le 15 novembre 1898[27] ;
- le 28 novembre 1899[28].

### Les décrets du 29 mars 1880
Dans un contexte politique extrêmement tendu, à la suite de la promulgation des décrets du 29 mars 1880 visant notamment l'expulsion des jésuites du territoire français et provoquant un grand nombre de démissions dans la magistrature, en protestation, il prend clairement partie pour les magistrats démissionnaires et se positionne contre la politique républicaine de Jules Grévy. À l'occasion de la présentation d'Henri Tallon, membre démissionnaire du parquet, s'étant fait inscrire au tableau des avocats de Clermont-Ferrand, le 5 juillet 1880, en audience de la première chambre, alors bâtonnier de l'ordre, il félicite le nouvel avocat sur sa sortie du parquet et ajoute que le barreau sera toujours le refuge du droit et de la liberté.
Il adhère par ailleurs, en 1880, avec, pour le tribunal de Clermont-Ferrand, Victor Astaix, ancien bâtonnier, Gabriel Lébraly, membre du conseil général et ancien député, Antoine-Maurice Eymard, ancien député, E. Cohadon, Charles Lucien Lecoq, Bastide, E. Bellier, Henri Petitjean-Roget, A. Pourcher, J. Bayle, A. Marchebœuf, Madud-Dulac, Maurice Féron et E. Tixier, à la consultation d'Edmond Rousse, avocat à la cour d'appel de Paris, sur la légalité des décrets du 29 mars 1880.
En audience du 13 septembre 1890, il est chargé de la défense de la directrice de l'orphelinat de la Providence, géré par la congrégation des sœurs de la communauté de la miséricorde de Billom. Cette dernière est poursuivie par l'inspecteur divisionnaire du travail des enfants et des filles mineures qui constate, dans un procès-verbal dressé le 19 juillet 1890, que des ouvrages de couture sont réalisés, neuf heures par jour, par les orphelines placées sous la garde de la congrégation, et que ces travaux sont entrepris pour des magasins parisiens, et estime qu'il y a donc lieu d' assimiler ces ouvrages à un travail d'industrie d'atelier et que, de fait, les dispositions de la loi du 19 mai 1874 sur le travail des enfants et des filles mineures employés dans l'industrie doivent leur être appliqué. Il démontre que l'on ne peut assimiler des orphelines travaillant dans une communauté à une industrie d'ateliers, fondant notamment son argumentation sur un arrêt de la cour de cassation de 1881 ainsi qu'un arrêt de la cour d'appel de Lyon de 1884. Il obtient l'acquittement pur et simple de la communauté. Le procureur général interjetant appel, la chambre correctionnel de la cour d'appel de Riom, dans un arrêt en date du 3 décembre 1890, confirme le jugement de première instance, et statue que la loi du 19 mars 1874 n'est pas applicable aux établissements charitables qui donnent l'instruction professionnelle à des jeunes filles, s'ils ne retirent pas un bénéfice de leur travail.

### Père de la conférence des bâtonniers
C'est à son initiative et celle des bâtonniers Pierre-Adolphe Homais, du barreau de Rouen, Joseph Laisné des Hayes, du barreau de Caen, et André Begouën-Demeaux, du barreau du Havre, qu'est créée la Conférence des bâtonniers.
Sa première réunion se tient le 22 mai 1902 à Paris, en l'hôtel de la Société nationale d'Agriculture. L'appel qu'ils lancent à réunir les bâtonniers des barreaux de cours d'appel et des villes de plus de 30 000 habitants est précédé d'une brochure émanant du barreau de Clermont-Ferrand ainsi que d'une circulaire du bâtonnier du barreau de Caen aux barreaux près les cours. Ainsi, 36 barreaux répondent à cet appel. Cinq ans après sa fondation, la conférence compte 69 adhérents, 82, en 1908, 90 en 1909, 93 en 1910 et 1911, 97 en 1913, 115 en 1924 et 116 au moment de la réforme judiciaire découlant du décret du 10 septembre 1926 relatif à l'organisation de l'administration préfectorale dit décret Poincaré qui, supprimant près de 200 tribunaux, prive la conférence de 32 adhérents,.

## Carrière politique
Il est élu au conseil d'arrondissement dans le canton de Clermont-Ferrand Nord, aux élections cantonales du 8 octobre 1871, par 834 suffrages.
Il est réélu, le 4 octobre 1874, par 605 suffrages, n'ayant aucun concurrent.
Par arrêté préfectoral du 25 juillet 1877, il est nommé, en sa qualité de conseiller d'arrondissement, commissaire-enquêteur, par le préfet du Puy-de-Dôme, afin de procéder à une enquête de commodo et incommodo, tant sur le projet de distraction des sections de Chanat et de la Mouteyre de la commune de Nohanent et leur érection en commune que sur les conditions de celles-ci. Il réalise cette enquête le 2 septembre 1877 et remet ses conclusions, sous forme de procès-verbal en date du 27 janvier 1878, à la sixième commission du conseil général qui inscrit ce point à l'ordre du jour de la séance du 21 août 1878. Les délibérations conduisent à un ajournement de la question.
La question ne sera tranchée qu'en séance du 23 août 1879, après enquête de commodo et incommodo, diligentée par le maire de Durtol sur l'annexion de la section de l'Étang à celle de Chanat et de la Mouteyre pour former une commune distincte. Après délibérations, le conseil adopta les conclusions du rapport visant à la création d'une nouvelle commune, sous le nom de Chanat, se composant des trois sections distraites de la commune de Nohanent.
Candidat bonapartiste, il brigue un troisième mandat aux élections cantonales du 1er août 1880 mais s'incline, dès le premier tour, face au candidat républicain, Cohendy.
Candidat de la liste indépendante, il se présente aux élections municipales de la ville de Clermont-Ferrand du 4 mai 1884, organisées à la suite de la promulgation de la loi du 5 avril précédent. Arrivé 37e au scrutin du premier tour, comme ayant obtenu 1 727 voix sur 8 745 inscrits et 5 607 suffrages exprimés dont 729 dans le canton sud pour 2 954 inscrits et 1 907 votants, 498 dans le canton nord pour 2 517 inscrits et 1 630 votants, et 620 dans le canton sud-ouest pour 3 274 inscrits et 2 070 votants, il est soumis au scrutin de ballottage du deuxième, le 11 mai suivant, comme l'ensemble des candidats, seul Jean Baptiste Antoine Blatin, de l'union républicaine, maire sortant, est élu à ce premier tour. À l'issue du scrutin, il n'est pas élu, ayant recueilli 1 830 voix dont 773 dans le canton sud, 545 dans le canton sud-ouest, et 512 dans le canton nord, pour 5 273 suffrages exprimés pour 8 729 inscrits.
Élu candidat au scrutin du comité départemental conservateur du Puy-de-Dôme du 23 août 1885, pour représenter le parti bonapartiste aux élections législatives des 4 et 18 octobre 1885, il refuse d'être candidat, accompagné dans cette démarche par le Comte Félix Victor Martha-Beker. Le comité remplace dès lors leurs noms par ceux de Chassaing d'Augerolles, président du comité, et de Boyer, architecte.
En janvier 1886, il est désigné par le premier adjoint à la mairie de Clermont-Ferrand, Monsieur Saint-Loup, avec quarante autres notables de la ville dont l'ancien adjoint au maire, Michel Euryale Fabre, pour composer une commission extra-municipale chargée d'étudier la question de la construction d'un théâtre, réclamé par la population mais dont le coût nécessite un emprunt et vraisemblablement une hausse de l'impôt. Il semble qu'une certaine défiance vis-à-vis du conseil municipal de Jean Baptiste Antoine Blatin, alors maire de la commune, entraine un refus de la plupart des membres nommés. En effet, le conseil étant incomplet, des élections complémentaires ont été organisées les 27 décembre 1885 et 3 janvier 1886, sans parvenir à désigner les neuf conseillers manquants, le premier tour de scrutin n'ayant donné aucun résultat, faute de candidats et d'électeurs, le second tour ayant, quant à lui, désigné neuf conseillers protestataires qui, à peine élus, démissionnent de leurs fonctions. Ce projet de commission extra-municipale est abandonné quelques jours après l'annonce de sa constitution, faute de membres.
Candidat de la liste monarchiste, il se présente aux élections municipales pour la ville de Clermont-Ferrand, organisées les 6 et 13 mai 1888. Mis en ballottage au premier tour de scrutin, il est crédité, au second tour, de 1 452 voix sur 4 242 votants, dont 653 voix sur 1 488 votants dans le canton sud, 378 sur 1 165 dans le canton nord et 419 sur 1 589 dans le canton sud-ouest.

## Distinctions et adhésions

### L'Académie de Clermont-Ferrand
Le 19 janvier 1888, il est reçu à l'Académie des sciences, belles-lettres et arts de Clermont-Ferrand.
Donnant sa démission de membre titulaire, il est inscrit, à sa demande, en séance du 20 janvier 1910, à la correspondance.
Le 22 janvier 1891, il est désigné pour faire partie de la commission de révision du règlement concernant les élections.
Le 7 janvier 1892, il parraine, avec Joseph Vignancour, la candidature de Casimir Pajot. En séance du 1er décembre suivant, ils proposent la candidature d'Eugène Lébraly.
En séance extraordinaire du 18 février 1897, il est désigné, avec Messieurs Jaloustre, Langlais et Vignancour, pour composer une commission spéciale chargée de prêter son concours au bureau en vue de poursuivre l'acceptation régulière et la mise en possession du legs consenti, par testament, par le Marquis du Maisniel de Villemont, décédé en 1894, d'une rente perpétuelle de 1 000 francs destinée à la fondation d'un prix de vertu, à l'Académie de Clermont-Ferrand, chargée d'exécuter ses dispositions.
Le 6 mai 1897, il est désigné, avec Messieurs Julien, Joseph Vignancour et Casimir Pajot, pour faire partie de la commission chargée d'émettre un avis quant à l'opportunité de la création d'une faculté de droit à Clermont-Ferrand.

### Les unions de la Paix sociale
Présenté par Messieurs Teillard-Chambon et R. Faure, il est admis, en 1888, membre des Unions de la Paix Sociale. En prévision de la réunion régionale des unions du Centre qui devait se tenir à Clermont-Ferrand, le 21 mai 1888, il intègre le comité local, composé de Messieurs Octave Burin des Roziers, G. de Chabrol, R. Faure, E. de Féligonde, Langlais, G. Salvy, Teillard-Chambon et Tixier-Aubergier auxquels se sont joints Messieurs Gibon et Sevin-Reybert, dans le but de préparer au mieux cette séance et ainsi mieux faire connaître Frédéric Le Play et son œuvre scientifique, répandre les idées de la réforme sociale et grouper les gens de bien dans les unions.

### La société de secours aux blessés militaires des armées de terre et de mer diteCroix-Rouge
À compter de 1890,,,,,,, il est conseiller auprès du comité départemental à Clermont-Ferrand, fondé en 1870 et dépendant du 13e corps d'armée, de la Société de secours aux blessés militaires des armées de terre et de mer, dite Croix Rouge française dont il est déjà membre en 1887. Il en est encore membre du conseil d'administration en 1921.

### La caisse d'épargne et de prévoyance
Le 29 mars 1908, il prononce un discours à l'occasion de l'inauguration du nouvel hôtel de la caisse d'épargne et de prévoyance de Clermont-Ferrand.
En 1914, au jour du mariage de son fils, Paul Arthur Marie, il est président de la caisse d'épargne de Clermont-Ferrand.
À son décès, il en est président honoraire.

### Autres adhésions
Il adhère à la toute jeune section d'Auvergne du club alpin français, fondée le 16 mai 1874.
Membre de l'association française pour l'avancement des sciences, il participe au congrès de Clermont-Ferrand, du 18 au 25 août 1876.
En 1903, il est membre du Syndicat d'initiative de Clermont-Ferrand et de l'Auvergne.